# Periope auscultator
Periope auscultator är en stekelart som beskrevs av Alexander Henry Haliday 1838. Periope auscultator ingår i släktet Periope och familjen brokparasitsteklar. Arten är reproducerande i Sverige. Inga underarter finns listade i Catalogue of Life.